# برق‌رسانی
برقی‌سازی یا برق رسانی فرایند تأمین نیرو با برق و در بسیاری از زمینه‌ها، وارد کردن نیروی برق به جای منابع قدیمی تر قدرت است. معنای گستردهٔ این لفظ در زمینه‌های تاریخ فناوری، تاریخ اقتصادی و توسعه اقتصادی معمولاً مربوط به یک منطقه یا اقتصاد ملی است. به‌طور کلی برق‌رسانی ایجاد سامانه‌های تولید برق و توزیع قدرت الکتریکی بود که در بریتانیا، آمریکا و دیگر کشورهای اکنون توسعه یافته از میانه دهه ۱۸۸۰ تا ۱۹۵۰ به وقوع پیوست و هنوز در برخی کشورهای در حال توسعه در نواحی روستایی در حال وقوع است. این واقعه شامل انتقال تولید از شیفت خطی با استفاده از موتورهای بخار و قدرت آبی به موتورهای الکتریکی بود.
برق رسانی از سوی آکادمی ملی مهندسی یکی از بزرگترین دستاوردهای مهندسی قرن بیستم خوانده شده‌است.

نقشه جهان که نشان می‌دهد چند درصد از جمعیت هر کشور به تاریخ سال ۲۰۱۷ به برق شهری، دسترسی دارند.